# Batalla de Yungay
La batalla de Yungay fue el enfrentamiento bélico que puso fin a la Confederación Perú-Boliviana, en el marco de la Guerra contra la Confederación Perú-Boliviana entre el Ejército Confederado Perú-Boliviano y el Ejército Unido Restaurador, formado con fuerzas de Chile y de peruanos contrarios a la confederación, para lo cual Agustín Gamarra otorgó el mando al general chileno Manuel Bulnes. Se desarrolló en Yungay, en territorio del Estado Nor-Peruano, a partir de las nueve de la mañana del 20 de enero de 1839.
Al inicio de la batalla, la cual se desarrolló por compañías y no por batallones, las fuerzas restauradoras asaltaron las posiciones confederadas en los cerros Pan de Azúcar y Punyán. Cuando consiguieron el objetivo, los restauradores convergieron sobre la ribera norte del río Áncash, desde donde los confederados esperaron que sus enemigos cruzaran el río, y los atacaron tras sus trincheras que corrían paralelas al río.
Después de algunas horas de combate, uno de los regimientos restauradores cedió y fue seguido por otras unidades. En este punto, las acciones de los generales Manuel Bulnes y Ramón Castilla decidieron la batalla en favor de los restauradores, quienes desalojaron a sus enemigos del cerro Pan de Azúcar, cruzaron la quebrada del río Áncash y derrotaron al ejército Confederado. Andrés de Santa Cruz, el mandatario de la Confederación, afirmó que la deserción del coronel Eusebio Guilarte Vera influyó en el resultado del combate.

## Fuerzas enfrentadas
Los diversos historiadores asignan distintas cantidades de hombres al momento de librarse la batalla.
El Ejército Confederado contaba con un total de entre 4052 soldados (1521 de ellos eran bolivianos) y 6100 hombres. El general Andrés de Santa Cruz, si bien era un notable administrador y político, era un militar medio, que en esta ocasión no contaba en su estado mayor con dos de sus mejores generales, el británico Francisco Burdett O'Connor y el alemán Otto Philipp Braun, veteranos ambos de las guerras de independencia hispanoamericana que se habían distinguido en las anteriores campañas de Santa Cruz primero contra Salaverry y luego en el frente argentino.
El Ejército Restaurador contaba con un total de entre 5267 soldados (4467 chilenos y 800 peruanos) y 5302 hombres (4280 chilenos y 1022 peruanos de los batallones Huaylas y Cazadores del Perú), según relación del Estado Mayor General. A favor de los restauradores se encontraban oficiales de gran experiencia en combate como el general y futuro presidente peruano, Ramón Castilla, además, el general en jefe del Ejército restaurador era Manuel Bulnes y el jefe del Estado Mayor, José María de la Cruz, ambos chilenos; los generales de las divisiones del ejército restaurador eran los peruanos Juan Crisóstomo Torrico, Juan Bautista Eléspuru, Juan Francisco de Vidal y Ramón Castilla. A pesar de que la batalla se libró por cuerpos y no por divisiones, los generales peruanos condujeron el despliegue de las tropas.

### Orden de batalla
| Ejército de la Confederación Peruano-Boliviana | Ejército chileno-peruano o Expedición Restauradora |
| --- | --- |
| División Boliviana (General Ramón Herrera) Batallón 1.º Colorados (Coronel Fructuoso Peña) Batallón 2.º Sucre (Coronel Mariano Sierra) Batallón 3.º Constituyente (General Pedro Pablo Bermúdez) Batallón 4.º Loa (Coronel Feliciano Deheza) Compañía de Artillería (Coronel Enrique Pareja) | I División (General Juan Crisóstomo Torrico) Batallón Santiago (Coronel José María Sessé) Batallón Aconcagua (Coronel Pedro Silva) Batallón Valdivia (Sargento Mayor Pedro Gómez) |
| División Sud-Peruana y Nor-Peruana (General José Trinidad Morán) Batallón Ayacucho (Coronel Agustín Morales) Batallón Pichincha (Coronel Carrasco) Batallón Arequipa (Coronel Gil Espino) Batallón Cazadores del Centro (Coronel José Gabriel Téllez)                                        | II División (General Juan Bautista Eléspuru) Batallón Carampangue (Coronel Jerónimo Valenzuela) Batallón Portales (Teniente coronel Manuel García) Batallón Cazadores del Perú (Coronel Isidro Frisancho) Compañía de Artillería (Teniente coronel Marcos Maturana)                                                        |
| Guarnición en el Pan de Azúcar (General Anselmo Quiroz) 5 Compañías de Cazadores (General Anselmo Quiroz) | III División (General Juan Francisco de Vidal) Batallón Valparaíso (Coronel Juan Vidaurre-Leal) Batallón Colchagua (Coronel Pedro Urriola) Batallón Huaylas (Coronel Alejandro Deustua) Grupo de Artillería (al mando directo de Maturana)                                                                                 |
| División de Caballería (General José María Pérez de Urdininea) Regimiento Escolta (Comandante Matías Saavedra) Regimiento Lanceros de Bolivia (Coronel Lara) | IV División de Caballería (General Ramón Castilla) Regimiento Granaderos a Caballo (Teniente coronel Manuel Jarpa) Regimiento Cazadores a Caballo (Coronel Fernando Baquedano) Escuadrón de Lanceros de Chile (Sargento Mayor José Inojosa) Escuadrón de Carabineros de la Frontera (Teniente coronel José Ignacio García) |

## Antecedentes
La segunda expedición restauradora, enviada a combatir a Andrés de Santa Cruz y su gobierno en la Confederación Perú-Boliviana, se batía en retirada tras haber abandonado Lima el 8 de noviembre. Marcharon hacia Huaraz, San Miguel y luego a Yungay.
La decisión se había tomado el 28 de octubre, tras celebrarse ese día un consejo de guerra. Al conocerse la noticia del avance de Santa Cruz, se justificó la retirada argumentando que los recursos de la región permitirían reponerse a los heridos y esperar seguros los 2000 refuerzos que se esperaban desde Chile o terminar de instruir a los 3000 peruanos reclutados. Al mando de las tropas restauradoras, se encontraban el general y comandante en jefe del Ejército Restaurador Manuel Bulnes y el presidente del Perú Agustín Gamarra. En esos momentos la Armada de Chile de la expedición restauradora dominaba los mares.
Santa Cruz, al mando del Ejército Confederado, intentaba dar caza a los restauradores y tras un indeciso combate en Buin el 6 de enero de 1839, trataba de terminar pronto con las tropas del Ejército Restaurador para estabilizar la situación interna de la Confederación y evitar nuevos alzamientos en su contra.
Los confederados avanzaron sobre sus enemigos y ocuparon Yungay, con el objetivo de cortar la línea de abastecimiento de la Expedición Restauradora. Santa Cruz buscaba forzar la paz aprovechando su situación ventajosa, pero Bulnes sabía que el regreso a Chile «solo con la paz» era inaceptable a la luz de los sucesos de la primera expedición liderada por Manuel Blanco Encalada, quien, sin haber trabado combate, firmó el Tratado de Paucarpata, que mantenía la paz y el statu quo. El Gobierno chileno desconoció el documento y Blanco Encalada fue destituido a su regreso a Chile.
Bulnes y el Estado Mayor del Ejército Restaurador decidieron buscar una posición más adecuada y presentar batalla.

## Geografía
El pueblo de San Miguel (donde se encontraban las tropas restauradoras) está tres leguas de Yungay (donde se encontraban las tropas confederadas). A la izquierda de este se encuentra el río Santa, pegado a la cordillera, el cual es cortado por el Ancash que baja desde esta y forma un barranco. Desde San Miguel, a dos leguas, se ve a la izquierda primero el cerro Punyán, luego el Pan de Azúcar y después el barranco del Ancash. A lado del Punyán está la hacienda del mismo nombre.

## La batalla

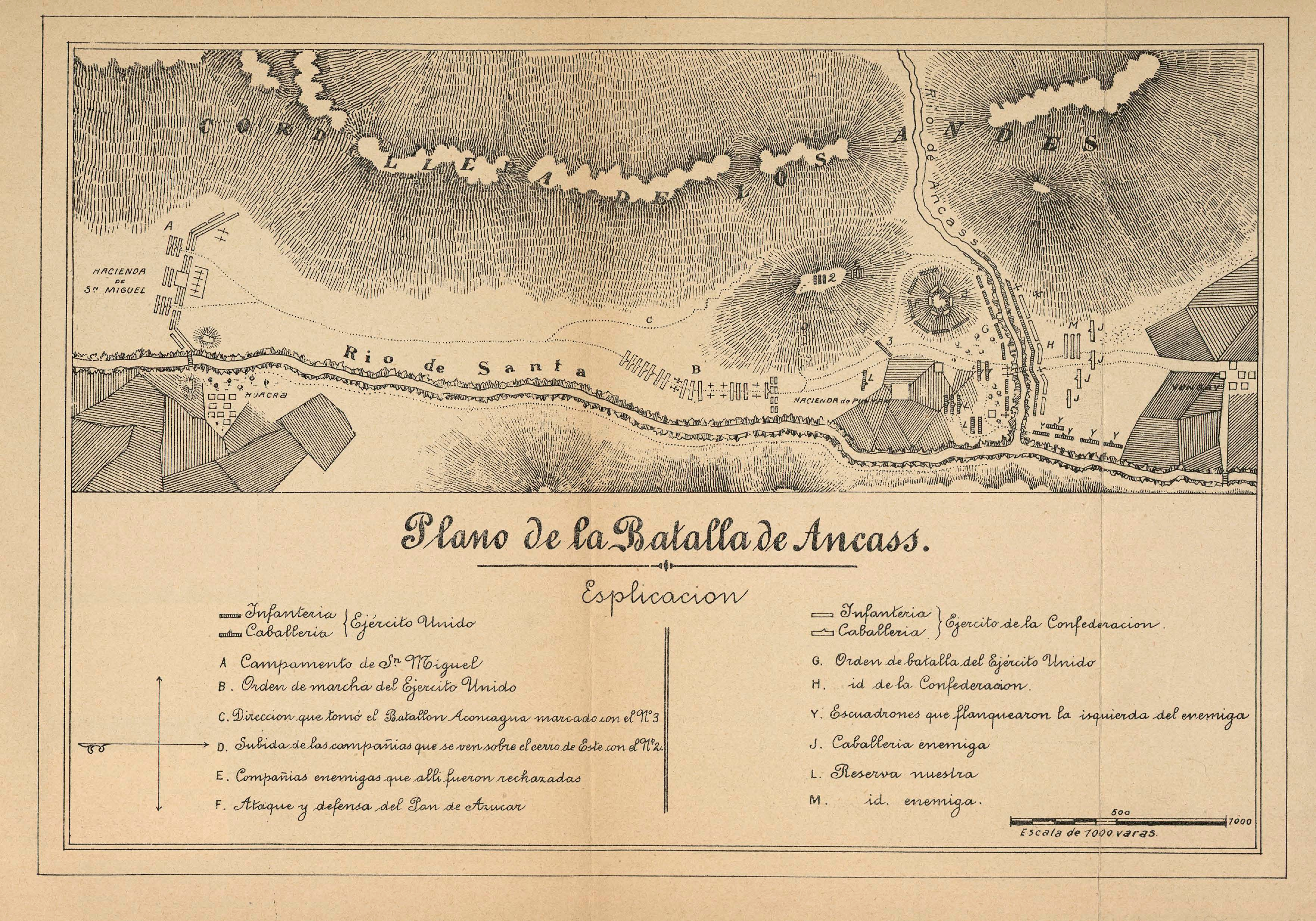
Plano de las acciones de la batalla.

Los confederados se detienen en Carhuaz, al igual que los restauradores en jornadas en que «se dormía, y se comía mal, y se caminaba siempre en medio de la lluvia».
Los restauradores se establecieron cerca de Tarar, y el 13 de enero el general Santa Cruz ocupó el pueblo de Yungay. A todo esto, los víveres comienzan a escasear en las tropas restauradoras, y no habiendo donde obtenerlos, se requiere elegir entre continuar con la retirada o atacar a los confederados en el sitio que ha elegido y que fortifica apresuradamente.
Ambos ejércitos, deciden dirimir una situación que se prolonga demasiado, y en la madrugada del 20 de enero el ejército restaurador pone en marcha desde San Miguel hacia Yungay las cuatro divisiones que incluyen infantería, caballería y artillería.
La noche del 19 de enero Santa Cruz había enviado al coronel Manuel Rodríguez Magariños para observar las acciones de los restauradores, pero Magariños mantiene una conversación con el líder restaurador Agustín Gamarra.
Santa Cruz envía al general Anselmo Quiroz con 600 soldados a las cumbres del cerro Pan de Azúcar, desde donde puede dominar todo el terreno. A lado de la quebrada del río Áncash se encontraba por la derecha la división del general Ramón Herrera y por la izquierda la de José Trinidad Morán. Al medio la artillería y detrás de ellos la caballería al mando del general José María Pérez de Urdininea.
Separan a los dos ejércitos, un llano poco largo, encerrado entre el río Santa, y la Cordillera, y en cuyo fondo se destacan, como en avanzada los cerros empinados de Áncash, Punyán y Pan de Azúcar, detrás de cuales, se esconde la barranca profunda del río Áncash. Sigue después una plazoleta de 350 metros de ancho, por 600 de largo, y a continuación las trincheras confederadas. El caserío de Yungay cierra el cuadro.

### Enfrentamiento en los cerros Punyán y Pan de Azúcar

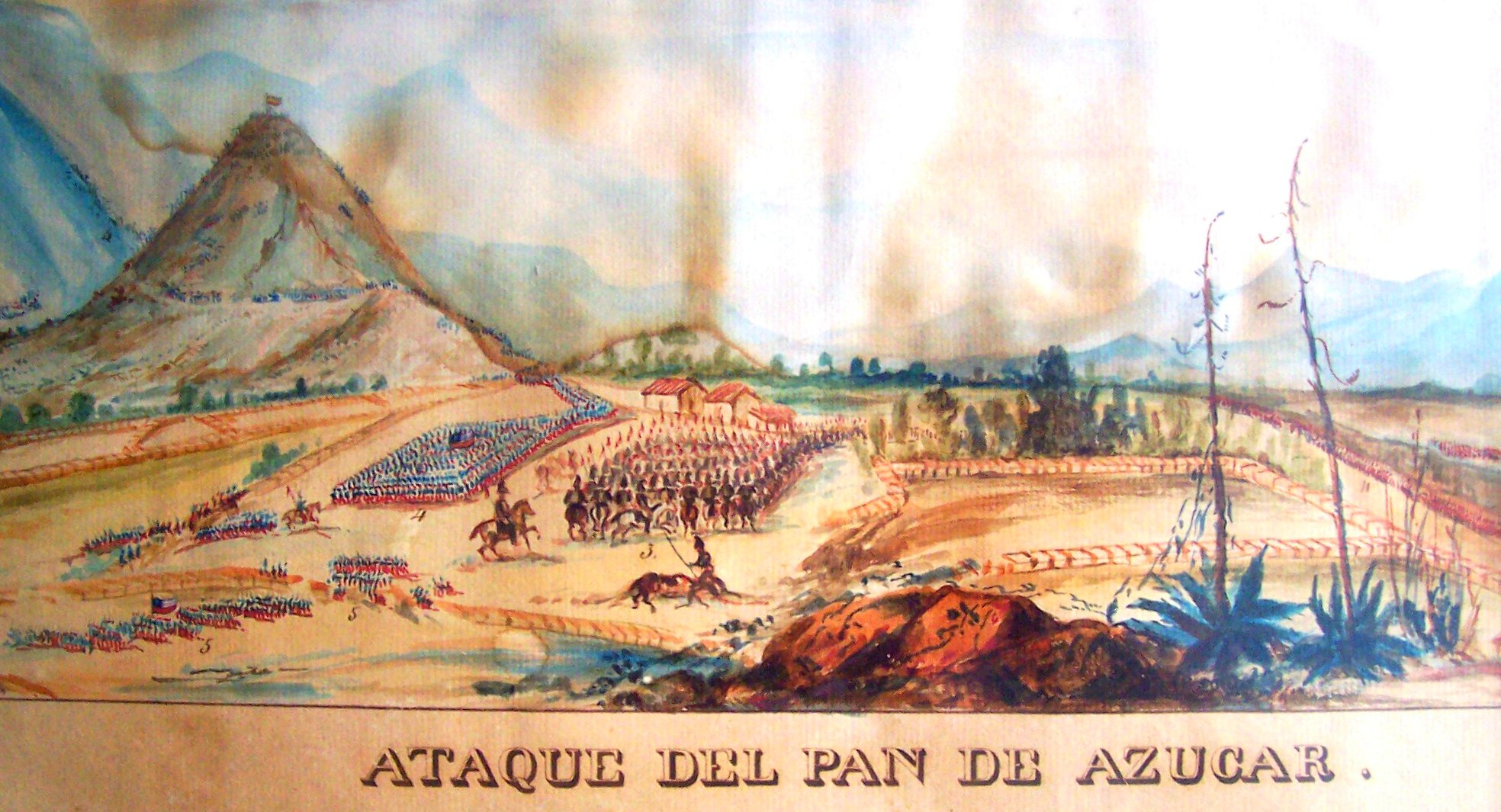
El ataque de las tropas chilenas al cerro Pan de Azúcar, detalle de la acuarela de Carlos Wood.

Bulnes comienza su ataque por el Punyán. El batallón Aconcagua, al mando de Pedro Silva y guiado por el coronel Juan Antonio Ugarteche, escala el cerro que es de fácil acceso, luego baja y espera entre este y el Pan de Azúcar a reunirse con el resto del ejército restaurador.
Santa Cruz envía al batallón Ayacucho, que sube el Punyán y para sostener las posiciones allí manda luego tres compañías más a órdenes del coronel Eusebio Guilarte Vera. Así Santa Cruz tendría el control de las alturas de este cerro y del Punyán.
Bulnes ordena a los batallones Portales, Valdivia y Huaylas ocupar el cerro Punyán y enfrentarse a las tropas confederadas que se encuentran allí. Las compañías confederadas del coronel Guilarte abandonan la batalla por la derecha retrocediendo sin dar un disparo. El batallón Ayacucho también es obligado a retroceder por los restauradores que toman el Punyán.
A las 9 de la mañana, Bulnes envía una columna de 400 hombres al mando de Jerónimo Valenzuela de las compañías Carampangue, Santiago, Valparaíso y sexta de los Cazadores del Perú, a ocupar el Pan de Azúcar; a ellos se les une el coronel Juan Antonio Ugarteche.
Las tropas confederadas de Quiroz hacen fuego nutrido y ruedan peñascos cuesta a bajo. En las tropas restauradoras caen muertos el comandante Valenzuela, y luego el mayor Andrés Olivares, quien le había sucedido en el mando. Las compañías siguen la ascensión liderados por sus capitanes.

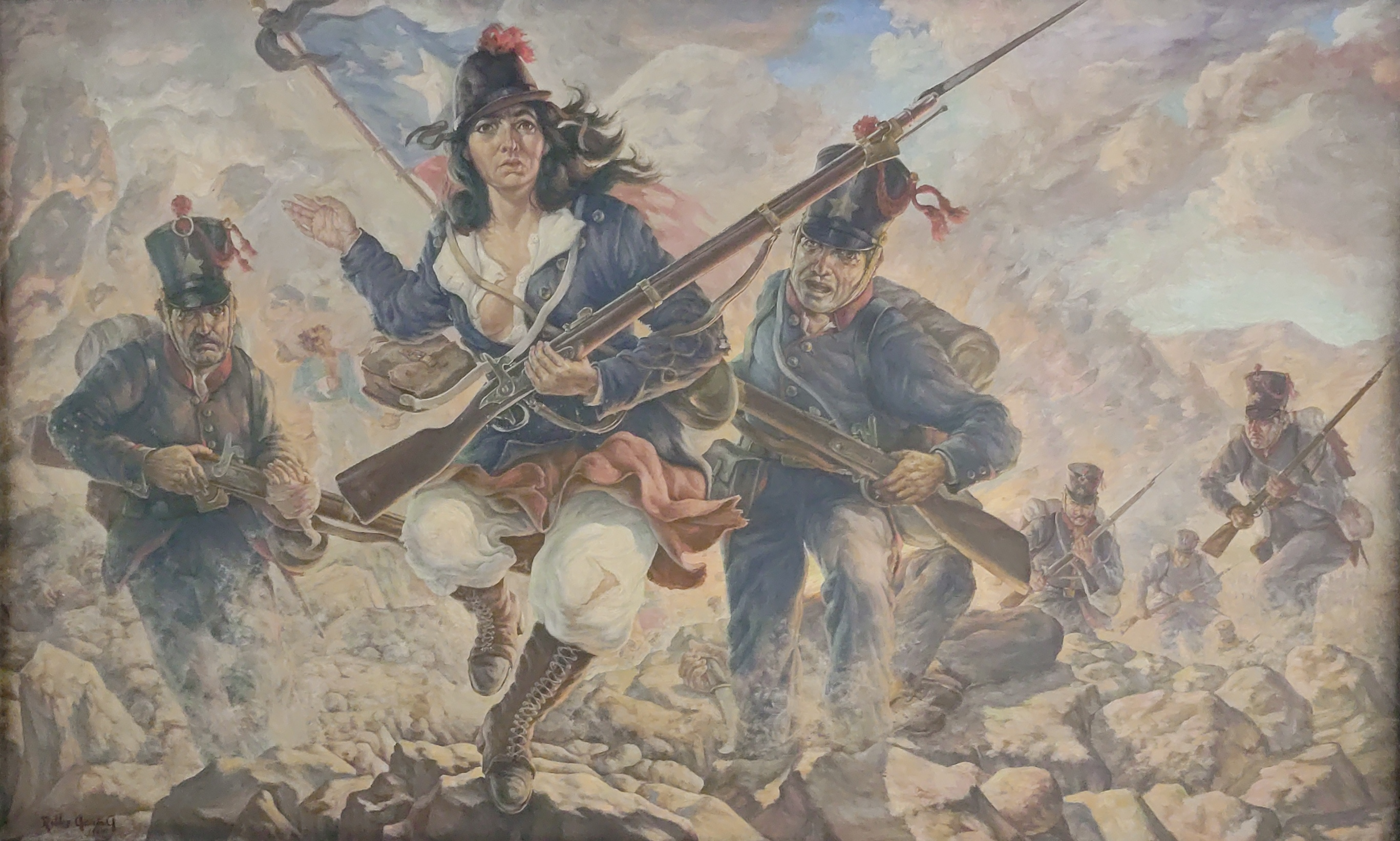
Candelaria Pérez en la toma del cerro Pan de Azúcar.

Para sostener a las tropas confederadas en el cerro Pan de Azúcar, Santa Cruz envía al batallón Loa dividido en dos compañías, una al mando del coronel Feliciano Deheza y otra del coronel Manuel Isidoro Belzu futuro presidente de Bolivia. El Loa atraviesa el barranco del río Áncash y allí se enfrenta a otras tropas restauradoras enviadas por Bulnes.
Para las 10 de la mañana, la compañía del batallón Carampangue ya no tiene más jefe que una sargento segundo, llamada Candelaria Pérez. Otras compañías están reducidas a la mitad, y finalmente logran llegar a la cumbre tras un duelo a la bayoneta, donde mueren 500 confederados incluyendo su jefe, el general Anselmo Quiroz.

### Inicia el enfrentamiento en la quebrada del río Áncash
Bulnes para contar con una mejor visión del campo de batalla, se acerca a la hacienda Punyán, la cual ocupa sin resistencia. Desde allí observa los sucesos de la batalla.
Santa Cruz envía al regimiento Loa a apoyar a la guarnición de Quiroz en el cerro Pan de Azúcar. El Regimiento Loa cruza la quebrada del río Áncash por un camino pegado a su lado derecho en las faldas del cerro Áncash. Bulnes envía contra el Loa al batallón Colchagua de Urriola, quienes ocultados bajo alta vegetación los dejan acercarse hasta dispararle una descarga, lo que tiende un tercio del regimiento boliviano. El Regimiento Loa carga a la bayoneta sobre el Colchagua, haciéndolo retroceder. Bulnes envía al batallón Portales apoyar al Colchagua el general Juan Bautista Eléspuru conduce personalmente a este cuerpo cayendo mortalmente herido durante el enfrentamiento que hace retroceder al Regimiento Loa por el mismo camino de la quebrada del río Áncash. Los soldados del Portales persiguen a los confederados pasando la quebrada y llegando hasta sus defensas, pero tienen que retroceder por la superioridad numérica en las defensas confederadas de Herrera, por lo cual retornan atrás de la quebrada.
Bulnes envía a atacar la derecha nuevamente al batallón Colchagua apoyado del batallón Valdivia siguiendo un camino a lado del cerro Ancash y por el centro envía al batallón Portales, Cazadores del Perú y la mitad del batallón Huaylas. El puente sobre el río Áncash se encontraba destruido, por lo que estos batallones tienes que bajar la quebrada del Ancash para cruzar el río y enfrentarse a las confederados. Luego envía a atacar la izquierda a las compañías Carampangue, Santiago y la otra mitad del Huaylas, quienes también tienen que bajar la quebrada para cruzar el río.
Los confederados se mantienen tras las trincheras de piedra y barro, colocados en la derecha se encuentra las divisiones de Herrera con los batallones de Peña, Sierra y Bermúdez y las divisiones Trinidad Moran en la izquierda con los batallones Pichincha, Arequipa y Cazadores del Centro. Detrás se encontraba la caballería confederada y las compañías Lanceros y Escolta del Protector Santa Cruz.
La batalla se hace general, los restauradores a campo abierto, y los confederados tras sus trincheras. Detrás del río Áncash se encontraba la artillería del coronel Maturana del ejército restaurador. La artillería confederada se atacaba desde el medio de su línea al mando del coronel Pareja.
A las 14:30, el general Pedro Bermúdez envía al regimiento Constituyente a saltar sus trincheras, y cargar a la bayoneta, sobre el batallón Portales, que comienza a batirse en retirada, quebrantando a toda la línea restauradora con su ejemplo, recibiendo además la carga de los confederados desde las trincheras.
Dando por segura la derrota de los restauradores, la caballería del general Pérez de Urdininea, parte a cortar a los batallones en retirada, y la infantería confederada deja sus parapetos para atacarlos en campo abierto.
Ante la carga de Santa Cruz, existen dos versiones diferentes, una peruana y otra chilena.

### La acción de Bulnes frente a la carga de Santa Cruz

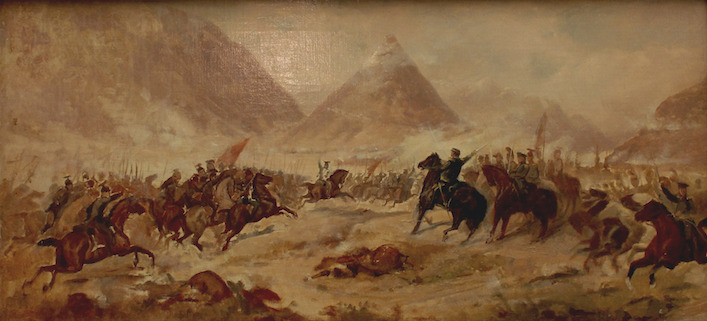
Carga final de la caballería chilena en la última fase de la batalla

La historiografía chilena indica que, ante la carga de Santa Cruz y la retirada de los restauradores, Bulnes tomó el mando del batallón Valparaíso y cruzó la quebrada del río Ancash para apoyar al Portales. De igual manera, cruzaron la barranca de Ancash el Santiago y la mitad del Huaylas para apoyar la retirada del Carampangue. La acción de Bulnes permitió organizarse al Portales y el Carampangue y volver a la batalla. Algunos batallones confederados que habían dejado sus trincheras regresaron a sus defensas.
La caballería restauradora también cruzó el Ancash que apenas organizada al otro lado al mando del coronel Fernando Baquedano se enfrentó a la caballería confederada de Pérez de Urdininea.
El coronel Baquedano también se lanzó a la carga. Se enfrentaron cerca a las líneas de la infantería confederada contra los Lanceros de Bolivia y la escolta de Santa Cruz. Los confederados enviaron al coronel García Pizarro con los escuadrones Coraceros y Carabineros de la Frontera que hicieron retroceder a Baquedano después de ser herido. Con una nueva carga con los cinco escuadrones de caballería, Baquedano hizo retirar a los confederados agrupándose con su infantería. En una tercera carga en masa de la caballería restauradora, quebró la línea de defensa de Santa Cruz.

### La acción de Castilla frente a la carga de Santa Cruz
Según la historiografía peruana, ante la carga confederada y la retirada de los batallones restauradores el comandante Bulnes ordenó la retirada del ejército restaurador, pero el general Ramón Castilla se opuso a esta orden exclamando la frase: «No hemos venido a correr».
Según la versión publicada tres veces por el historiador y periodista peruano Juan Gualberto Valdivia, basada en el propio testimonio del general, aceptada por Mariano Felipe Paz Soldán y acogida por Nemesio Vargas, Castilla exclamó lo siguiente:

El desfiladero es muy fuerte y la pampa muy ancha para poder llegar hasta San Miguel sin ser derrotados. No nos queda, por consiguiente, otro recurso que formar un charco de sangre para que se ahogue en él con nosotros el ejército de la Confederación.
Ramón Castilla.

Castilla ordenó a los batallones Santiago al mando de Sessé y medio Huaylas al mando de Vivero a regresar a la batalla acordando con Gamarra para que sostuviera su posición con estas tropas junto con el escuadrón Lanceros. A continuación ordenó al general Elespurú, comandante de la II División, y al coronel Frisancho, jefe de la reserva, que avanzaran; y, dirigiendo personalmente a cinco escuadrones de caballería, Castilla pudo pasar a la desfilada el barranco, con lo cual flanqueó la línea enemiga y tuvo tiempo para formarse y arremeter casi a la retaguardia de la división Morán, que era el baluarte más firme de los santacrucinos.
Morán pidió refuerzos, pero los batallones bolivianos de la reserva enviados por Santa Cruz, los números 1.° y 2.°, se negaron a luchar, iniciando su retirada y pronto fueron secundados por los Lanceros de Bolivia. Ante esto, Santa Cruz envió a su escolta, que pronto llegó a ser arrollada y desbaratada por las tropas restauradoras.

### Finaliza el enfrentamiento
Así confederados y restauradores nuevamente se enfrentan entre la quebrada del río Ancash y los parapetos defendidos por las tropas del Protector.
En sus trincheras, los confederados intentan resistir en ellas, pero son dispersados a la bayoneta, en una carga final. Allí quedan de los bolivianos, 2 generales y 1400 hombres muertos: 3 generales, 9 coroneles, 155 oficiales, y 1600 soldados prisioneros, 7 banderas, toda su artillería, 2500 fusiles, todo el material de su ejército, y hasta la correspondencia privada de Santa Cruz.
El Diario Militar del coronel Antonio Plascencia describe que, a una legua de Yungay a Mancosh, se encontraron 277 confederados muertos por la espalda lanceados por la caballería restauradora.
Bulnes cuenta 1300 muertos, en el mismo campo de batalla, el presidente del Perú Agustín Gamarra confiere a Manuel Bulnes el título de gran mariscal de Ancash y a José María de la Cruz el grado de general de división del Perú.

## Después de la batalla
Santa Cruz, acompañado de los generales Riva Agüero, Blas Cerdeña y Guillermo Miller, llega a Lima después de cuatro días. Desconfiando de su seguridad personal en esa ciudad, Santa Cruz viaja a Arequipa, de donde enfrenta un motín popular. Refugiado en el consulado inglés de Islay, un buque de guerra de la misma nación desembarca 50 hombres para conducirlo a bordo e impedir que caiga en manos opositoras.

Una insigne traición estallada en los críticos momentos del combate ha sido desgraciado acontecimiento que nos priva hoy del triunfo

Andrés de Santa Cruz, Protector de la Confederación Perú-Boliviana, El Eco del Protectorado, 28 de enero de 1839.

Por otro lado 900 soldados confederados comandados por los generales Pardo De Zela, Francisco de Paula Otero y Ramón Herrera marchaban hacia Lima con el fin de reunirse con las tropas del ejército del sur al mando del mariscal Blas Cerdeña y las tropas del general Antonio Vigil que llegaban a 1000 hombres en el Callao.
En Bolivia el canciller José María Urcullo del gobierno de José Miguel de Velasco se declara en paz con Chile, agradeciendo la destrucción del protectorado.

Bolivia por su parte ha recibido con transportes de alegría un suceso que ha asegurado en América meridional la existencia de los principios republicanos afianzando la independencia de Perú y Bolivia para la conservación del equilibrio continental

José María Urcullo, canciller de Bolivia, carta enviada a Manuel Bulnes.

En Chile, se celebra la victoria de Yungay. Entre otros honores, se decreta la creación de un barrio con ese nombre, la erección de un arco de triunfo en memoria del ejército vencedor y, dos años más tarde, se cambia el nombre de la principal plaza de Valparaíso, Orrego por el de Plaza de la Victoria.
Por toda recompensa, Bulnes pide al presidente Prieto que reincorpore a los militares dados de baja en 1830 y restituya a Bernardo O'Higgins el título y honores de capitán general, lo que es acordado por decreto del 8 de agosto de 1839.

Señor Don Joaquín Prieto
Campo de batalla, enero 20
Amado primo:
Son las 4 de la tarde de este día, a cuya hora soy vencedor sobre el ejercito de Santa-Cruz, de tal modo que le puedo asegurar a Ud. que la campaña es terminada: como que luego, luego le notificare a Ud. de sus pormenores.
Urriola adelantara este conocimiento. Prepárese Ud. para dispensar premios a un ejército que por su valor sin igual i moralidad es sin ejemplo. Siempre, siempre de Ud
Manuel Bulnes, General en Jefe del Ejército Unido Restaurador

En Lima, Bulnes es recibido con entusiasmo y Agustín Gamarra instala su gobierno. El gobierno Perú pagó al gobierno de Chile el servicio prestado por el ejército de este país al derrotar a Santa Cruz, así como reconoció las acciones de los oficiales de Chile otorgándoles premios y condecoraciones del ejército peruano. Gamarra envió una carta de felicitación al presidente Joaquín Prieto, agradeciendo su apoyo y reconociendo el accionar del ejército chileno. El 21 de enero, el presidente Gamarra dirigió a los soldados del ejército unido restaurador la siguiente proclama:

Soldados. habéis probado espléndidamente que conocéis vuestros deberes para sostener vuestros derechos; sois dignos de combatir por la libertas, en donde quiera que se la ultraje; ella es también el objeto que mas venera vuestro compañero.
Agustín Gamarra, Presidente del Perú. Casa de Gobierno en Yungay, 21 de enero de 1839.

## Consecuencias
Como consecuencias, la batalla de Yungay trajo el fin de la Confederación Perú-Boliviana, el cese de la influencia de Andrés de Santa Cruz en Bolivia, a pesar de que se contaron hasta 6 alzamientos a su nombre en Bolivia con posterioridad; y la restauración de ambas naciones por separado.
El triunfo en esta batalla es recordado por el Ejército de Chile con el Himno de Yungay, y en el Perú con la creación del Departamento de Ancash, zona donde se realizó la batalla de Yungay, reemplazando al antiguo Departamento de Huaylas.
La batalla de Yungay no tiene, en la memoria histórica del Perú, la misma importancia que tiene en la de Chile. Mientras que en el primero no se conmemora oficialmente, ya que las guerras contra la Confederación se vivieron más como una guerra civil que como una guerra externa, en Chile se la recuerda como un hito fundacional de la nación.